# Turraea venulosa
Turraea venulosa är en tvåhjärtbladig växtart som beskrevs av John Gilbert Baker. Turraea venulosa ingår i släktet Turraea och familjen Meliaceae. Inga underarter finns listade i Catalogue of Life.